# Ectoedemia heinrichi
Ectoedemia heinrichi là một loài bướm đêm thuộc họ Nepticulidae. Nó được tìm thấy ở Virginia, Ohio và Kentucky.
Sải cánh dài 9–10 mm. Ấu trùng phát triển đầy đủ trong tháng 10 và đầu tháng 11, lớn lên vào tháng 5 - tháng 6 năm sau.
Ấu trùng ăn lá của Quercus palustris. 